# Les noves aventures del Gulliver
Les noves aventures del Gulliver (originalment en anglès, Gulliver Returns) és una pel·lícula ucraïnoxipriota de fantasia animada del director Ilià Maksimov. Va ser produïda per l'estudi Kvartal 95. Es basa en Els viatges de Gulliver, de Jonathan Swift. L'estrena mundial de la pel·lícula va tenir lloc al Festival Internacional de Cinema de Xangai de 2021. Després de diversos ajornaments a causa de la pandèmia de la COVID-19, la data d'estrena final de la pel·lícula a Ucraïna va ser el 19 d'agost de 2021. La versió doblada al català es va estrenar el 22 de juliol de 2022.

## Sinopsi
El viatger Gulliver és convidat a tornar a Lilliput, la ciutat que havia salvat d’una flota enemiga. Però en arribar, només hi troba sorpresa i indignació, ja que el rei havia fet creure al seu poble que tornava a la ciutat el llegendari gegant. Decebut, el rei n’ordena l’execució mentre una amenaçadora flota és a punt d’assaltar la ciutat. Gulliver només podrà salvar la pell si demostra que no cal ser un gegant per aconseguir grans fites.

## Producció
L'agost de 2021, el productor general de la pel·lícula, Oleh Khodatxuk, va afirmar que el pressupost final de la pel·lícula era de 10 milions de dòlars. 35 animadors ucraïnesos i una trentena més de l'estranger van treballar en la creació de la pel·lícula d'animació.